# کانویر بی-۳۶
کانویر بی-۳۶ (به انگلیسی: Convair B-36 Peacemaker) (ملقب به Peacemaker به‌معنی «آشتی‌ساز») یک بمب‌افکن استراتژیک بود که توسط شرکت کانویر ساخته شد و توسط نیروی هوایی ایالات متحده آمریکا به خدمت گرفته شد. موتورهای پیستونی استفاده شده در این بمب افکن، در میان هواپیماهایی که تاکنون ساخته شده، بزرگترین می‌باشد. همچنین دارای بیشترین طول بال در میان هواپیماهای جنگی که تاکنون ساخته شده به طول ۷۰ متر است.

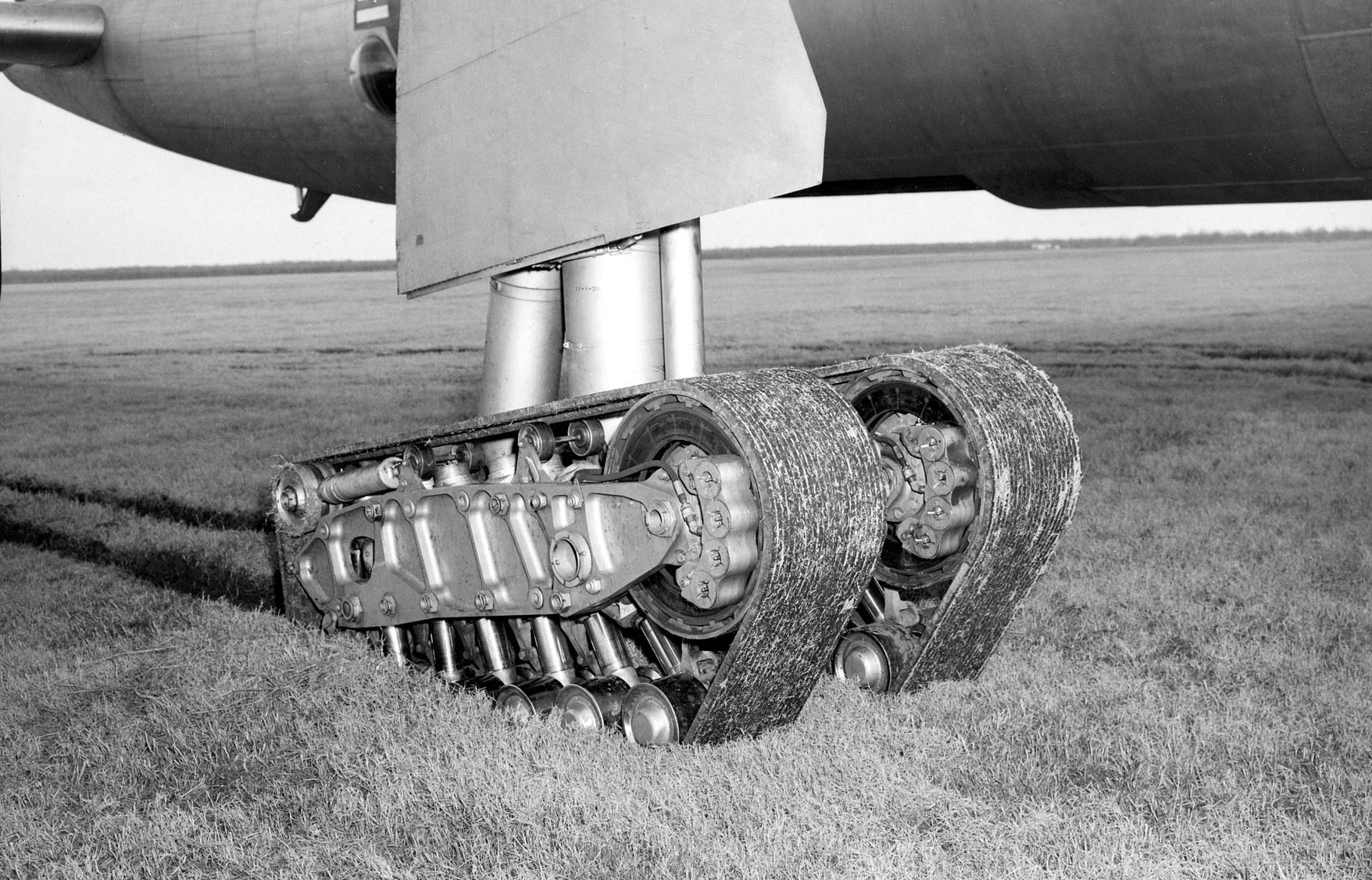
سامانه فرود آزمایشی زنجیری هواپیمای کانویر بی-۳۶ برای زمین‌های نرم به منظور کاهش فشار زمین محل فرود

قابل ذکر است که طول بال‌های این بمب‌افکن حتی از بسیاری هواپیماهای غول‌پیکر ترابری همچون ایلیوشین ایل-۷۶ بیشتر است. بی-۳۶ اولین بمب‌افکن با قابلیت حمل بمب اتمی بود. این بمب‌افکن دارای بیشترین ظرفیت بارگیری به وزن ۳۳٬۰۰۰ کیلوگرم بود و شعاع عملیاتی ۹۷۰۰ کیلومتر بود و به این جهت به عنوان اولین بمب‌افکن عملیاتی قاره‌پیما شناخته می‌شد.
مشخصات فنی این بمب‌افکن آن‌قدر چشم‌گیر بود که در نیروی هوایی آمریکا به یک شاخص تبدیل شد و بمب افکن‌های دوربردی که پس از بی-۳۶ ساخته شدند نظیر بی-۱ لنسر و بی-۲ اسپیریت و بی-۵۲ استراتوفورترس، مشخصاتشان نسبت به کانویر بی-۳۶ محک زده می‌شدند.